# Édison Méndez
Pour les articles homonymes, voir Mendez.
Édison Méndez, né le 16 mars 1979 à El Juncal (Équateur), est un footballeur équatorien.
Il est le seul joueur de l'histoire à avoir participé à trois mondiaux avec la sélection équatorienne (2002, 2006 et 2014).

## Biographie

### En club
- 1995-2002 : Deportivo Quito -  Équateur
- 2002-2003 : El Nacional -  Équateur
- 2003-2004 : Irapuato -  Mexique
- 2004-2005 : Santos Laguna -  Mexique
- 2005-2006 : LDU Quito -  Équateur
- 2006-2009 : PSV Eindhoven -  Pays-Bas
- 2009-2010 : LDU Quito -  Équateur
- 2010-2010 : Atlético Mineiro -  Brésil
- Depuis 2011: Club Sport Emelec-  Équateur

### En équipe nationale
Il a débuté avec l'équipe d'Équateur des moins de 20 ans en 1999 à l'occasion du championnat d'Amérique du Sud. Il a joué avec l'équipe des moins de 23 ans en 2000 et eu sa première cape la même année.
Il a participé activement à la qualification de l'Équateur pour la coupe du monde 2002.
En juin 2002, le sélectionneur Hernán Darío Gómez annonce qu'Edison Méndez est retenu dans la liste des 23 joueurs pour jouer la Coupe du monde 2002 au Japon.
Quatre ans plus tard, il est de nouveau convoqué par Luis Fernando Suárez pour participer à la Coupe du monde 2006 en Allemagne avec l'Équateur.
En 2014, le sélectionneur Reinaldo Rueda annonce qu'il est retenu dans la liste des 23 joueurs pour jouer la Coupe du monde 2014 au Brésil.

## Statistiques

### En sélection nationale
| Saison                | Sélection             | Phases finales        | Phases finales | Phases finales | Phases finales | Éliminatoires CDM | Éliminatoires CDM | Éliminatoires CDM | Matchs amicaux | Matchs amicaux | Matchs amicaux | Gold Cup 2002 | Gold Cup 2002 | Gold Cup 2002 | Total | Total | Total |
| Saison                | Sélection             | Compétition           | M              | B              | Pd             | M                 | B                 | Pd                | M              | B              | Pd             | M             | B             | Pd            | M     | B     | Pd    |
| --------------------- | --------------------- | --------------------- | -------------- | -------------- | -------------- | ----------------- | ----------------- | ----------------- | -------------- | -------------- | -------------- | ------------- | ------------- | ------------- | ----- | ----- | ----- |
| 1999-2000             | Équateur              | -                     | -              | -              | -              | 0                 | 0                 | 0                 | 1              | 0              | 0              | -             | -             | -             | 1     | 0     | 0     |
| 2000-2001             | Équateur              | Copa América 2001     | 3              | 1              | 0              | 4                 | 1                 | 0                 | 5              | 0              | 0              | -             | -             | -             | 12    | 2     | 0     |
| 2001-2002             | Équateur              | Coupe du monde 2002   | 3              | 1              | 0              | 4                 | 0                 | 0                 | 7              | 0              | 0              | 2             | 0             | 0             | 16    | 1     | 0     |
| 2002-2003             | Équateur              | -                     | -              | -              | -              | -                 | -                 | -                 | 7              | 0              | 0              | -             | -             | -             | 7     | 0     | 0     |
| 2003-2004             | Équateur              | Copa América 2004     | 2              | 0              | 0              | 7                 | 1                 | 0                 | 2              | 1              | 0              | -             | -             | -             | 11    | 2     | 0     |
| 2004-2005             | Équateur              | -                     | -              | -              | -              | 6                 | 4                 | 2                 | 3              | 1              | 0              | -             | -             | -             | 9     | 5     | 2     |
| 2005-2006             | Équateur              | Coupe du monde 2006   | 4              | 0              | 2              | 2                 | 0                 | 0                 | 6              | 0              | 0              | -             | -             | -             | 12    | 0     | 2     |
| 2006-2007             | Équateur              | Copa América 2007     | 3              | 1              | 1              | -                 | -                 | -                 | 4              | 0              | 0              | -             | -             | -             | 7     | 1     | 1     |
| 2007-2008             | Équateur              | -                     | -              | -              | -              | 4                 | 2                 | 0                 | 2              | 0              | 0              | -             | -             | -             | 6     | 2     | 0     |
| 2008-2009             | Équateur              | -                     | -              | -              | -              | 7                 | 1                 | 3                 | -              | -              | -              | -             | -             | -             | 7     | 1     | 3     |
| 2009-2010             | Équateur              | -                     | -              | -              | -              | 4                 | 1                 | 1                 | -              | -              | -              | -             | -             | -             | 4     | 1     | 1     |
| 2010-2011             | Équateur              | Copa América 2011     | 3              | 0              | 0              | -                 | -                 | -                 | 3              | 0              | 1              | -             | -             | -             | 6     | 0     | 1     |
| 2011-2012             | Équateur              | -                     | -              | -              | -              | 4                 | 1                 | 0                 | 4              | 1              | 0              | -             | -             | -             | 8     | 2     | 0     |
| 2013-2014             | Équateur              | Coupe du monde 2014   | 1              | 0              | 0              | 1                 | 0                 | 0                 | 4              | 1              | 0              | -             | -             | -             | 6     | 1     | 0     |
| Total sur la carrière | Total sur la carrière | Total sur la carrière | 19             | 3              | 3              | 43                | 11                | 6                 | 48             | 4              | 1              | 2             | 0             | 0             | 112   | 18    | 10    |

## Palmarès
- Champion d'Équateur en 2005
- Champion des Pays-Bas en 2007 et 2008 avec le PSV Eindhoven
- Vainqueur de la Copa Sudamericana en 2009 avec la LDU Quito.
- Nommé au Ballon d'or 2006 France Football